# Pedro Alcalá Guirado
Pedro Alcalá Guirado (Mazarrón, 19 maart 1989), is een Spaanse voetballer en kan opgesteld worden als centrale verdediger.
Alcalá startte zijn jeugdopleiding bij de ploeg van zijn geboortestad, Armas del Rey Mazarrón CF, maar hij werd al snel ontdekt en bekwam een product van de jeugdacademie van Málaga CF. Hij kwam tijdens het seizoen 2006-2007 één keer uit voor het eerste team van de Andalusiërs in de Segunda División A , maar door een tekort aan minuten werd hij , om meer ervaring op te doen, tijdens seizoen 2007-2008 uitgeleend aan AD Alcorcón, een ploeg spelende in de  Segunda División B . Aangezien de ploeg uit Málaga gepromoveerd was naar het hoogste Spaanse niveau werd hij tijdens het seizoen 2008-2009 nogmaals uitgeleend aan een ploeg uit het derde niveau van het Spaans voetbal, UD Marbella .  Met deze ploeg speelde hij de eindronde, maar de promotie werd niet afgedwongen. Eind augustus 2009 werd Alcalá opnieuw voor een seizoen uitgeleend aan de onlangs naar Segunda División A gepromoveerde club Real Unión .  Na de degradatie op het einde van het seizoen en het feit dat hij in minder dan de helft van de wedstrijden had gespeeld, liep zijn contract met Málaga af.
Kortelings daarna verhuisde hij voor het seizoen 2010-2011 naar de reserves van Getafe CF, spelend in de  Segunda División B.
Alcalá tekende in de zomer van 2011 bij een ander B-team, ditmaal dit van UD Almería, opnieuw als vrije speler.  Na een week werd hij opgeroepen voor het voorseizoen bij de hoofdselectie.  Hij zou er twee seizoenen spelen bij het filiaal zonder een keer een officiële wedstrijd te mogen spelen voor het A-elftal.
In juli 2013 keerde Alcalá voor de eerste maal terug naar zijn regio en tekende voor Real Murcia .  Hij kon echter nooit echt een basisplaats afdwingen.
Precies een jaar later sloot hij zich aan bij de Catalaanse reeksgenoot UE Llagostera.
Op 30 augustus 2015 verhuisde Alcalá naar reeks- en streekgenoot  Girona FC na het overeenkomen van een vierjarige deal. De transferprijs bedroeg 150.000 EURO. Hij was de daaropvolgende campagnes een onbetwiste starter en behaalde in 2017 promotie naar La Liga.  Alcalá maakte zijn debuut in de hoogste Spaanse niveau op 19 augustus 2017, startend in een 2-2 thuisgelijkspel tegen Atlético Madrid. Hij scoorde zijn eerste doelpunt in de competitie zeven dagen later, de enige van de wedstrijd in een thuisoverwinning op Málaga CF.  Na twee seizoenen in de Primera División, volgde hij de ploeg nog één seizoen naar de Segunda División A.
Nadat hij zijn lopend contract met Girona had ontbonden, tekende hij op 5 oktober 2020 een tweejarige overeenkomst Primera División club Cádiz CF.  Tijdens seizoen 2020-2021 zou hij maar tien competitiewedstrijden spelen en toen tijdens de voorbereiding van het daaropvolgende seizoen bleek dat er geen verbetering in ging komen, ontbond de speler zijn contract op 30 juli 2021.
Dezelfde dag ontstonden geruchten dat hij voor de tweede keer in zijn carrière bij een ploeg uit zijn regio zou aansluiten.  Deze keer viel de naam van FC Cartagena, een ploeg uit de Segunda División A.  De club van de havenstad was op zoek naar een speler met zijn ervaring om de twee belangrijke gaten, die in de verdediging zijn achtergelaten door het vertrek van zowel Raúl Navas als Toni Datković, te dichten. Het was niet de eerste keer dat Cartagena geïnteresseerd was in de centrum-back. Nog voor hij bij Cádiz tekende, vroeg de toenmalige stijger al naar zijn situatie bij Girona. Echter moesten we nog tot 3 augustus wachten tot hij zijn handtekening zette onder een tweejarig contract. Bij de havenploeg werd hij herenigd met gewezen ploegmaat Yann Bodiger. Hij maakte zijn debuut tijdens de eerste wedstrijd van de competitie.  Deze verliep op verdedigend vlak niet van een leien dakje, met een 1-3 verlies tegen UD Almería als gevolg.  Het hele seizoen 2021-2022 zou hij tussen het veld en de bank plaats moeten nemen, met veel invalbeurten en slechts zevenentwintig optredens als gevolg.  De start van het tweede seizoen 2022-2023 verliep veel beter met Pedro zeven maal in de basisopstelling en tijdens de achtste wedstrijd, op 2 oktober 2022 tegen Real Oviedo scoordde hij zijn eerste twee doelpunten.  Zijn contract werd automatisch met één jaar, het seizoen 2023-2024, op basis van zijn prestaties verlengd.  Deze bestonden uit tweeëndertig competitie- en twee bekerwedstrijden. Gedurende de eerste drie wedstrijden van het seizoen 2023-2024 was hij geblesseerd, waarna hij zijn basisplaats weer innam.  Het werd een moeilijk jaar, maar dankzij een heel sterke terugronde kon het behoud met nog twee wedstrijden te gaan al veilig gesteld worden.  Tijdens de allerlaatste wedstrijd van het seizoen vierde hij zijn honderdste professionele optreden voor de havenstad.  De uitwedstrijd tegen RCD Espanyol ging met 3-0 verloren.  Op 18 juni 2024 verlengde hij zijn contract met twee seizoenen.  Het 2024-2025 was op clubniveau een slecht seizoen.  De ploeg eindigde allerlaatste.  De speler volgde tijdens het seizoen 2025-2026 de ploeg niet naar de Primera Federación, of het derde niveau van het Spaans voetbal, maar ontbond zijn contract, dat nog een duurtijd van één seizoen had.